# Skotnica (Sąspów)
Skotnica – część wsi Sąspów w Polsce położona w województwie małopolskim, w powiecie krakowskim, w gminie Jerzmanowice-Przeginia.
W latach 1975–1998 Skotnica administracyjnie należała do województwa krakowskiego.